# خولیان اورتا
خولیان اورتا (به انگلیسی: Julián Horta؛ زادهٔ ۱۵ اوت ۱۹۹۹) یک کشتی‌گیر فرنگی‌کار اهل کلمبیا است. وی سابقه حضور در المپیک ۲۰۲۰ توکیو را دارد.